# Valentin Müller
Valentin Müller (* 15. August 1891 in Zeilitzheim; † 31. Juli 1951 in München) war ein deutscher Arzt, im Zweiten Weltkrieg Oberstarzt im deutschen Heer.

## Leben
Müller wurde 1891 im unterfränkischen Zeilitzheim, heute ein Stadtteil von Kolitzheim, geboren und katholisch getauft. Mit 13 Jahren besuchte er das Kilianeum, das Bischöfliche Knabenseminar in Würzburg. 1911 machte er dort schließlich 20-jährig sein Abitur und studierte in Würzburg Medizin. Er wurde aktives Mitglied des K.St.V. Normannia Würzburg im KV. Während des Studiums wurde er als Soldat im Ersten Weltkrieg zur Bayerischen Armee eingezogen und diente an der Front. Er erhielt die Silberne Militär-Verdienstmedaille und wurde von den Briten gefangen genommen.
1933 zog er mit seiner Familie nach Eichstätt und eröffnete dort eine Arztpraxis. Nach Hitlers Machtergreifung war er vor Ort der einzige Arzt, der in dieser Zeit kranke jüdische Patienten noch zu Hause besuchte.
Zu Beginn des Zweiten Weltkrieges wurde Valentin Müller zum Oberstarzt ernannt und wieder einberufen. Er nahm am Überfall auf Polen (1939), am Westfeldzug (1940) und am Überfall auf die Sowjetunion (1941) teil. Wegen seiner unnachgiebigen christlich-religiösen Haltung kam er mehrmals in Konflikte mit der Wehrmacht und stand unter Beobachtung. Er soll es nicht geduldet haben, dass in seinem Beisein ein Soldat fluchte oder lästerte. „...ich lasse mir das, was mir heilig ist, nicht in den Kot ziehen.“
1942 wurde er angewiesen, das erste Lazarett in Stalingrad zu errichten. Nur wenige Tage, bevor die Rote Armee die Stadt einschloss, wurde er aber nach Lourdes weiterkommandiert, um dort eine Abteilung für den Transport von Verletzten aufzubauen. Als Chef dieser Abteilung kam er 1943 in Italien an. Im September 1943 wurde Müller Stadtkommandant von Assisi.
Aufgrund der Vorschläge Müllers erklärte Generalfeldmarschall Albert Kesselring Assisi zur offenen, damit unverteidigten Stadt als Lazarettzentrum. Die Stadt durfte daher gemäß der Haager Landkriegsordnung nicht mehr angegriffen werden.

## Zur damaligen Lage in Italien
Im September 1943 änderte sich das Verhältnis zwischen Wehrmacht und Italienern dramatisch: Mussolini war vom Großen Faschistischen Rat entmachtet und anschließend auf Befehl von König Viktor Emanuel III. verhaftet worden. Am 3. September landeten zwei britische Divisionen bei nur minimalem Widerstand der Verteidiger auf dem italienischen Festland. Am gleichen Tag schloss die neue italienische Regierung mit den Westalliierten den Waffenstillstand von Cassibile.
Daraufhin startete die Wehrmacht das 'Unternehmen Alarich' (später umbenannt in Fall Achse): Sie nahm italienische Soldaten fest und wurde zu Besatzern des Landes. Am 10. September besetzten deutsche Truppen Rom und am 12. September gelang es einem deutschen Sonderkommando, Mussolini aus seiner Gefangenschaft im Hotel Campo Imperatore zu befreien (→ Unternehmen Eiche). Laut Bericht der Heeresgruppe B wurden bis zum 19. September 1943 insgesamt 82 italienische Generäle, 13.000 weitere Offiziere und etwa 400.000 Soldaten entwaffnet und in Gefangenschaft genommen.
Albert Kesselring wurde am 21. November 1943 zum Oberbefehlshaber Südwest und Oberbefehlshaber der Heeresgruppe C ernannt; zudem wurde ihm die Vollziehende Gewalt in den italienischen Operationsgebieten übertragen.

### Leistungen
Müller hatte bzw. fand bei seinem Kommandierenden General Rückendeckung.
Als Müller bei Kesselring seine Sorge vorbrachte, Wehrmachttruppen auf dem Rückzug könnten Assisi besetzen, erteilte dieser einen Befehl, der den Truppen das Betreten von Assisi verbot.
Müllers heimlich-passives Einverständnis kam auch dem Pater Rufino Niccacci zugute, der eine Untergrundorganisation zur Rettung verfolgter Juden leitete. Diese fanden, als Mönche und Nonnen getarnt, hinter Klostermauern Zuflucht. Pater Rufino wurde später als „Gerechter unter den Völkern“ in Yad Vashem anerkannt. Als tiefgläubigem Katholiken war Müller auch die Zerstörung von Kirchen, Klöstern und Kunstdenkmälern zuwider, was speziell SS-Truppen manchmal taten. Müller und auch der Bischof Giuseppe Placido Nicolini kamen angesichts der militärischen Lage zu der Einsicht, dass nur die Ausweitung des Lazaretts in der Stadt und damit verbunden die offizielle Deklaration Assisis als „Lazarettstadt“ deren Rettung ermöglichen könnten. Zu diesem Zweck musste, als immer mehr Verwundete von der sich nähernden Front in den Ort kamen, das Päpstliche Regionalseminar Umbriens zu einem Lazarett umgewidmet werden. Am 3. Juni 1944 wurden dort die ersten Verwundeten eingeliefert.
Alle Kriegsparteien erkannten Assisi als Lazarettstadt an und respektierten sie auch als solche. Müller genoss aufgrund seines Charakters hohes Ansehen bei Deutschen wie Italienern. Ein Ausspruch der Bewohner wurde zum geflügelten Wort: „Wir haben drei Beschützer: Gott, den hl. Franziskus und Oberst Müller“, sogar die Partisanen gaben die Parole aus, dass ihm „kein Haar gekrümmt“ werden dürfe.
Beim Rückzug der deutschen Truppen – 2000 Verwundete verließen Assisi am Morgen des 15. Juni 1944 – ließ Müller große Mengen an wertvollen Medikamenten und medizinischen Einrichtungen in der Stadt zurück.
Er selbst blieb bis zum letzten Augenblick in Assisi. Die Nachhut bestand aus einem SS-Bataillon. Dieses setzte bei seinem Rückzug zahlreiche Gebäude vor der Stadt in Brand, betrat Assisi nach einem Gespräch mit Müller aber nicht. Müller verließ Assisi früh am 16. Juni.
Wenige Wochen darauf wurde er von der US-Armee in Kriegsgefangenschaft genommen.
Im Jahr 1950 war er zusammen mit seiner Familie nach Assisi eingeladen. Die ganze Stadt empfing ihn wie einen Helden.
Im Frühjahr 1951 wurde bei ihm Lungenkrebs diagnostiziert, der bereits Hirnmetastasen gebildet hatte. Am 31. Juli 1951, zwei Wochen vor der Vollendung seines 60. Lebensjahres, starb Valentin Müller in einem Krankenhaus in München und wurde in Eichstätt begraben. Auf seinem Grabstein ist die Silhouette der Basilika San Francesco und des Sacro Convento in Assisi eingemeißelt.
Eine Gedenktafel in der Straße Viale Vittorio Emanuele II. von Assisi erinnert bis heute an den Retter und Wohltäter der Stadt.

## Film
1985 verfilmte Alexander Ramati eine fiktive Novelle, die im Assisi der Jahre 1943/44 spielt: The Assisi Underground (der deutsche Titel lautet: Die Verschwörung von Assisi. Maximilian Schell in der Rolle als Valentin Müller, in weiteren Rollen: Ben Cross, James Mason, Irene Papas, Giancarlo Prete, Karlheinz Hackl). In der Filmhandlung stehlen zwei Juden einen Blankobefehl bei Marschall Kesselring; mit diesem erklären sie die Stadt zur Lazarettstadt.

## Posthumes
In Zeilitzheim steht ein Gedenkstein für Müller.
An Müllers ehemaligem Wohnhaus in Eichstätt in der Luitpoldstr. 14 befindet sich eine Gedenktafel.